# 土屋昭博
土屋 昭博（つちや あきひろ、1943年11月23日 - ）は、日本の数学者。名古屋大学名誉教授。
専門は数理物理学。共形場理論の展開に大きな業績をあげた。

## 人物
静岡県三島市生まれ。1962年愛知県立一宮高校を卒業し、京都大学理学部に進学。
この頃、湯川秀樹や朝永振一郎のノーベル賞に影響を受けて物理学に関心を持ち、さらに数学への興味に転じた。
1966年京都大学大学院理学研究科修士課程修了。指導教員は戸田宏教授で、西田吾郎は同期同門。
1967年夏に３か月間、Frank Petersonから米東海岸でのトポロジー分野の進展についての講義を受ける。
1968年初論文を出版、位相幾何学の研究から数学者としてスタートした。
1971年名古屋大学より論文博士として理学博士の学位を取得、同年からプリンストン高等研究所(IAS)に２年間滞在。同時期のIASには、堀田良之、飯高茂、新谷卓郎、森田康夫がいて、さらにen:William Thurstonや 丘成桐もいた。
1975年 トポロジー/ホモトピー理論に関する最後の論文を出版、以後は位相幾何から共形場理論の研究に軸足を移す。
1986年から1989年にかけて、共形場理論に関する論文を相次いで出版し、共形場理論の展開に寄与した。
2007年名古屋大学を定年退職後、同大学名誉教授に就任するとともに東京大学カブリ数物連携宇宙研究機構(Kavli IPMU)において、2022年まで上級研究員・特任教授として数理物理学の研究や後進の指導にあたっていた。

弟子に荒川知幸(京都大学数理解析研究所教授)、鈴木武史(岡山大学環境生命自然科学学域准教授)、長谷川浩司(東北大学理学研究科准教授)、林孝宏(名古屋大学多元数理研究科准教授)などがいる。

## 職歴
- 1968年 4月 京都大学理学部数学科助手
- 1969年10月 名古屋大学理学部講師
- 1972年 4月 同　助教授
- 1985年 4月 同　教授
- 1995年 4月 名古屋大学多元数理研究科教授(第２代研究科長）
- 2007年 4月 東京大学カブリ数物連携宇宙研究機構(Kavli IPMU)主任研究員
- 2008年 4月 同　特任教授
- 2012年 4月 同　客員上級科学研究員(2022年3月まで）

## 業績
位相幾何学では、球面のホモトピー同値全体の作る群を構造群とする球面束の特性類を完全に決定した。
共形場理論では、二次元場の量子論を無限次元代数の表現論、D−加群、Moduli空間の理論などと密接に関連させて展開し、現代数学に新しい観点と方向を与えた。

## 顕彰・招待講演
- 1990年 ICM 1990 Kyoto, 招待講演者[4]
- 1991年 日本数学会秋季賞　「共形場理論の構成」
- 1992年 井上学術賞